# Corte de Apelaciones de Punta Arenas
La Corte de Apelaciones de Punta Arenas es la corte de apelaciones chilena que tiene asiento en la ciudad de Punta Arenas y cuyo territorio jurisdiccional actual comprende la Región de Magallanes y de la Antártica Chilena.
Fue creada el 12 de febrero de 1960, durante el gobierno de Jorge Alessandri, por Ley N.º 13.916. Originalmente tenía como territorio jurisdiccional en las provincias de Aysén y Magallanes y la Antártica Chilena; además en sus inicios funcionó adicionalmente como Tribunal de Alzada del Trabajo. Uno de sus primeros integrantes fue el ministro Servando Jordán.

## Composición
Según el artículo 56 del Código Orgánico de Tribunales (COT), la Corte de Apelaciones de Punta Arenas está compuesta por cuatro ministros, al igual que sus símiles de Iquique, Copiapó, Chillán, Puerto Montt, Coyhaique. Además de ello, tiene un fiscal judicial (artículo 58 del COT), tres relatores (artículo 59 del COT), un secretario judicial (artículo 60 del COT) y un Administrador (Acta 146-2019).

### Composición actual
- Presidente: María Isabel San Martín Morales  (1 de marzo de 2022 - 1 de marzo de 2023)
- Ministros:
  - Marta Pinto Salazar
  - Marcos Jorge Kusanovic Antinopai
  - Caroline Miriam Turner González
- Fiscal Judicial
  - Pablo Mino Barrera
- Abogados Integrantes
  - Sonia Joanna Zuvanich Hirmas
  - Osvaldo Enrique Oyarzún Miranda
  - Carmen Ana María González Mundaca
- Administrador de Corte 
  - Alberto Guzmán Esparza

### Composición anterior
Han sido ministros de esta Corte:
- Enrique Lagos Valenzuela
- Rogelio Muñoz Santibáñez
- Servando Jordán López (1960-1970)
- Carlos Letelier Bobadilla (1963-1973)[2]
- Guillermo Navas Bustamante
- Rubén Bravo Valenzuela
- Guillermo Pinochet Thayer
- Guido Aubert Cerda
- Antonio Castro Gutiérrez
- Aquiles Rojas Quezada
- Myrtha Fuentes Zambra
- Lenin Lillo Hunzinker
- Jaime Rodríguez Espoz (1982-1990)
- Adalis Oyarzún Miranda (1983-1993)
- Rubén Ballesteros Cárcamo (1983-1993)
- Gonzalo Morales Herrera
- Virginia Bravo Saavedra (199x-2010)
- Hugo Faúndez López (1994-2012)[3]
- Renato Campos González
- Solón Vigueras Seguel (200x-2009)[4]
- Beatriz Ortiz Aceituno
- Aner Padilla Buzada
- Víctor Stenger Larenas (retirado 2022)